# Huawei Ascend D1
Huawei Ascend D1 (U9500) — смартфон от китайской компании Huawei работающий под управлением операционной системы Android. Анонсирован на выставке Mobile World Congress в 2012 году. Смартфон оснащён двухъядерным процессором Texas Instruments OMAP4460, HD-дисплеем, и 8-мегапиксельной камерой

## Аппаратная часть
Процессор
Huawei Ascend D1 имеет двухъядерный процессор ARM Cortex-A9 Texas OMAP 4460 с частотой 1500 МГц. В роли графического ускорителя используется PowerVR SGX540. За звук в устройстве отвечает чип Audience earSmart™ ES305
Память
Объём встроенной памяти составляет 8 Гигабайт, также имеется слот для карт памяти MicroSD ёмкостью до 32 Гигабайт. Объём оперативной памяти составляет 1 Гигабайт.
Экран
Устройство оснащено IPS+ матрицей прекрасного качества с диагональю 4,5 дюйма и разрешением 1280х720 пикселей, защищено стеклом Gorilla Glass. Дисплей обладает естественной цветопередачей и приятными оттенками а также хорошими углами обзора, но максимальная яркость составляет всего 247 кд/м2
Камера
В Huawei Ascend D1 используется 8-мегапиксельная камера с автофокусом и двойной светодиодной вспышкой, камера может записывать видео с разрешением 1080p (FullHD). Также встроена фронтальная 1.3-мегапиксельная камера
Программное обеспечивание 
На аппарате изначально установлен Android 4.0.3 Ice Cream Sandwich но также доступно только для Китая обновление до Android 4.1.1 Jelly Bean с фирменной оболочкой Huawei Emotion UI